# The Love That Dares
The Love That Dares er en amerikansk stumfilm fra 1919 af Harry Millarde.

## Medvirkende
- Madlaine Traverse som Olive Risdon
- Tom Santschi som Perry Risdon
- Frank Elliott som Ned Beckwith
- Mae Gaston som Marta Holmes
- Tom Guise som Rutherford